# Charles Mutin
Charles Mutin, né le 7 avril 1861 à Saint-Julien-sur-Suran (Jura), mort le 29 mai 1931 à Paris, est un facteur d'orgue français, successeur d'Aristide Cavaillé-Coll.

## Biographie

### Jeunesse et formation

#### Une origine jurassienne
Marie Charles Claude Hubert Mutin naquit le 7 avril 1861 à Saint-Julien dans le département du Jura. Lorsqu'il avait trois ans, il perdit son père, qui était aubergiste. Sa mère, de vingt cinq ans plus jeune, resta veuve avec trois enfants. La famille endettée quitta le Jura pour Paris après la Guerre de 1870.

#### Apprenti à la manufacture d'orgues Cavaillé-Coll
En 1873, Charles Mutin était un élève brillant au Petit Séminaire à Meaux mais à l'âge de 14 ans, il entra comme apprenti chez Aristide Cavaillé-Coll où il fut confié à Joseph Koenig (1846-1926), l’un des harmonistes de la maison qui venait d'obtenir la commande d’un grand orgue pour l’abbaye aux Hommes de Caen.
Joseph Koenig (le père du futur maréchal Koenig), épousa Ernestine Mutin, la sœur aînée de Charles Mutin et fonda sa propre maison de facture d'orgue à Caen.
Charles Mutin fut tiré au sort pour accomplir son service militaire (classe 1861) pour une durée de cinq ans. Incorporé au 117e Régiment d’Infanterie stationné à Argentan, il y fut nommé sergent-chef « fourrier » et occupa ses heures de permission à entretenir l’orgue de l’église Notre-Dame d’Argentan.

### Un facteur d'orgue talentueux
Libéré de ses obligations militaires, il rencontra à Falaise, Eugénie Crespin (1870-1953), fille unique d’un entrepreneur de bâtiments, commandant des Sapeurs-pompiers et marguillier de l’église Notre-Dame de Guibray à Falaise. Il épousa cette riche héritière, le 23 janvier 1888. Le couple demeura à Falaise, où Charles Mutin fonda son premier atelier de facteur d’orgues. Puis le couple s'installa à Caen.

Mutin Cavaillé-Coll à Paris.

 Charles Mutin, ancien employé de Cavaillé-Coll, installé à Caen, reprit l'entreprise en 1898 ; la situation financière étant désastreuse, Aristide Cavaillé-Coll la lui céda. La société prit par la suite le nom de Mutin-Cavaillé-Coll. Elle perpétua la tradition de la maison et fabriqua de nombreux instruments, jusque 1923.
Charles Mutin, héritier de la tradition Cavaillé-Coll, présenta à l’Exposition Universelle de 1900, un grand orgue qui se trouve aujourd'hui dans la grande salle du Conservatoire Tchaïkovski de Moscou.
En plus d’entretenir le patrimoine des orgues de Cavaillé-Coll, il construisit près de 300 orgues, développa la mode des orgues de salon pour les riches propriétaires privés. Il revendit la maison Cavaillé-Coll en 1924 à Auguste Convers. L'entreprise prit le nom « Manufacture d'orgues Cavaillé-Coll, A. Convers & Cie »
Jusqu’à sa mort le 29 mai 1931 en son domicile dans le 15e arrondissement de Paris, Charles Mutin préserva la réputation de la Manufacture Cavaillé-Coll fondée en 1833.

## Principales réalisations
En tout, Mutin a construit 552 nouveaux orgues et réalisé 251 réparations.
| Année       | Opus                         | ville                              | Lieu                                                   | Image | Manuel | Registre | Remarques |
| ----------- | ---------------------------- | ---------------------------------- | ------------------------------------------------------ | ----- | ------ | -------- | --- |
| 1889        | Orgue                        | Osnabrück (Allemagne)              | Cathédrale Saint-Pierre                                |       | II/P   | 12 (15)  | Transmissions dans la pédale |
| 1892        | Orgue de tribune             | Orbec (Calvados)                   | église Notre-Dame                                      |       |        |          | Buffet de 1526. · Classé MH (1976, Buffet) · Notice no PM14000538, sur la plateforme ouverte du patrimoine, base Palissy, ministère français de la Culture. |
| 1893        | Grand orgue                  | Trouville-sur-Mer                  | église Notre-Dame de Bon-Secours, église des baigneurs |       |        |          | Classé MH (1977, Buffet) · Notice no PM14001323, sur la plateforme ouverte du patrimoine, base Palissy, ministère français de la Culture. |
| 1898        | Orgue de tribune             | Épernay                            | église Saint-Pierre et Saint-Paul                      |       |        |          | Orgue dont la construction fut commencée par Aristide Cavaillé-Coll et terminé par Charles Mutin. |
| 1899        | Orgue de chœur               | Paris                              | Église Saint-Augustin                                  |       |        |          | relevé par Georges Danion (1973) puis par Bernard Dargassies (1983) - 2 claviers de 61 notes et pédalier de 32 notes ; transmissions électriques ; 30 jeux (21 réels). |
| 1899        | Orgue de salon               | Meudon                             | résidence d’Alexandre Guilmant                         |       |        |          | racheté par Marcel Dupré en 1926. |
| 1900        | Orgue                        | Moscou (Russie)                    | Conservatoire Tchaïkovski de Moscou                    |       |        |          | Présenté à l’Exposition universelle de 1900 à Paris, grand orgue de 50 jeux |
| 1901        | Grand orgue                  | Honfleur                           | église Saint-Léonard                                   |       |        |          | réalisé à partir d'un instrument de Joseph Merklin. |
| 1901 - 1902 | Orgue de tribune             | Saint-Denis (Seine-Saint-Denis)    | Cathédrale                                             |       |        |          | restauration : premier opus d'Aristide Cavaillé-Coll |
| 1902        | orgue de la salle de concert | Paris                              | Schola Cantorum                                        |       |        |          | |
| 1902        | orgue de chœur               | Avignon                            | Cathédrale Notre-Dame-des-Doms                         |       |        |          | |
| 1902        | Orgue                        | Écaussinnes (Belgique)             | Église Sainte-Aldegonde                                |       | II/P   | 11 (12)  | Orgue légué par Anna Boch et inauguré par Richard Frèteur en 1937 |
| 1903        | Orgue de tribune             | Paris                              | Église Saint-Honoré-d'Eylau (église nouvelle)          |       |        |          | |
| 1903        | Grand orgue                  | Metz                               | église Notre-Dame-de-l'Assomption                      |       |        |          | |
| 1903        | orgue                        | Châlons-en-Champagne               | ancien hôtel de région                                 |       |        |          | |
| 1903        | orgue                        | Cormeilles (Eure)                  | église Sainte-Croix                                    |       |        |          | 10 jeux, 2 claviers et pédalier. |
| 1904        | Orgue de tribune             | Abbeville                          | église Saint-Jacques                                   |       |        |          | instrument et buffet démontés en 2013 lors de la démolition de l'église. |
| 1905        | Orgue de salon               | Séville (Espagne)                  |                                                        |       |        |          | Orgue de salon de Georges Ancel, député maire de Harfleur, transféré à l'abbaye Sainte-Anne de Kergonan (Morbihan) puis à Séville, en 2014. |
| 1906        | Orgue                        | Buenos Aires (Argentine)           | église du Sacré-Cœur                                   |       |        |          | |
| 1906        | Orgue                        | Schierling (Allemagne)             | Internationales Priesterseminar Herz Jesu              |       | II/P   | 10       | |
| 1907        | Orgue de chœur               | Lisieux                            | cathédrale Saint-Pierre                                |       |        |          | |
| 1908        | Grand orgue                  | Guebwiller                         | église Notre-Dame de Guebwiller                        |       |        |          | |
| 1908        | orgue                        | Nouméa                             | Cathédrale Saint-Joseph                                |       |        |          | |
| 1908        | orgue                        | Roubaix                            | Église Notre-Dame-de-Lourdes                           |       |        |          | Orgue réalisé pour un particulier à Andrésy, transféré en 1947 |
| 1909        | orgue                        | Paris                              | Église Sainte-Geneviève des Grandes Carrières          |       |        |          | orgue se trouvant précédemment dans un théâtre de Clichy. |
| 1910        | orgue de salon               | Paris                              | Demeure de Jean Huré                                   |       |        |          | |
| 1910        | Orgue                        | Coucy-le-Château-Auffrique (Aisne) | Église Saint-Sauveur                                   |       | II/P   | 14 (17)  | Précédemment installé dans un couvent à Soissons et transporté à Coucy-le-Château en 1983, l'instrument, sérieusement dégradé, est muet depuis 2008. Il sera transféré et restauré en 2025 dans l'église Saint-Philippe, à Marseille. |
| 1911        | Orgue de tribune             | Bouvines (Nord)                    | Église Saint-Pierre                                    |       |        |          | |
| 1912        | Grand-Orgue de Tribune       | Marseille                          | Eglise Sainte Marie-Madeleine des Chartreux            |       | III/P  | 32       | Orgue dans son état d'origine, démonté en septembre 2024 pour restauration. |
| 1912        | Grand orgue                  | Buenos Aires                       | basilique du Saint-Sacrement                           |       |        |          | |
| 1912        | Orgue                        | île de Wight                       | Abbaye Notre-Dame de Quarr                             |       | II/P   | 20       | |
| 1913        | Grand orgue                  | Sarralbe (Moselle)                 | église Saint-Martin                                    |       |        |          | |
| 1913        | Orgue de tribune             | Caudry (Nord)                      | Basilique Sainte-Maxellende                            |       |        |          | |
| 13-1915     | Orgue de concert             | Nice                               | Casino municipal                                       |       |        |          | commandé initialement par un particulier. |
| 1914        | Orgue de chœur               | Paris                              | Sacré-Cœur de Montmartre                               |       | II/P   | 20       | 1922 |
| 1918        | Orgue de tribune             | Oran (Algérie)                     | cathédrale du Sacré-Cœur                               |       |        |          | |
| 1918        | Orgue de tribune             | Wihr-au-Val                        | Église Saint-Martin                                    |       | III/P  | 30       | Orgue de très belle facture (nombreux concerts, masterclass, enregistrements) et à l'Histoire tout à fait unique. Orgue privé à l'origine, il a tout d'abord appartenu au compositeur landais Claude Duboscq où il était installé dans une salle de concert (1918-1938), puis au compositeur Marius Monnikendam où il trônait dans la salle du Conservatoire royal de La Haye (1938-1954). Depuis 1955, l'orgue se trouve à l'église de Wihr-au-Val notamment grâce à Albert Schweitzer. Plus d'infos sur le site de l'Inventaire des Orgues. |
| 1919        | Orgue de tribune             | Paris                              | Basilique du Sacré-Cœur                                |       |        |          | grand orgue Cavaillé-Coll du Baron de l'Espée à Biarritz (1898) démonté et installé à Paris. |
| 1920        | Orgue                        | Borken (Allemagne)                 | Johanneskirche                                         |       | II/P   | 9        | Depuis 2010 |
| 1921        | Orgue                        | Kiel (Allemagne)                   | St. Nikolai                                            |       | II/P   | 18       | Orgue de St Jean Baptiste (quartier du Virolois) à Tourcoing. Acquis et installé en 2003 |
| 1922        | Orgue de tribune             | Douai                              | Collégiale Saint-Pierre                                |       | IV/P   | 67       | Orgue de 4 claviers et 67 jeux construit de 1910 à 1914 pour le conservatoire de Saint-Pétersbourg, installé en 1922 dans le buffet d'orgue (1760) de la collégiale, après avoir servi d'orgue d'exposition dans les ateliers Mutin-Cavaillé-Coll. |
| 1923        | Orgue de tribune             | Paris                              | Église Sainte-Marie des Batignolles                    |       | III/P  | 36       | |
| 1923        | Orgue                        | Villers-Cotterêts (Aisne)          | Église Saint-Nicolas                                   |       |        |          | |
| 1923        | Orgue de tribune             | L'Aigle (Eure)                     | Église Saint-Martin                                    |       |        |          | |
| 1927        | Orgue de tribune             | Meursault (Côte-d'Or)              | Église Saint-Nicolas                                   |       |        |          | |
| 1932        | Orgue de tribune             | Villers-Bretonneux (Somme)         | église Saint-Jean-Baptiste                             |       |        |          | installé en 1932, une plaque indique comme constructeur « Mutin-Cavaillé-Coll ». |
| 1932        | Orgue de chœur               | Yport (Seine-Maritime)             | église Saint Martin                                    |       |        |          | installé le 7 août 1932, une plaque indique comme constructeur « Mutin-Cavaillé-Coll ». |

## Publications
- L'orgue, in  « Encyclopédie de la musique et dictionnaire du conservatoire. Histoire de la musique », sous la direction d'Albert Lavignac et de Lionel de La Laurencie, deuxième partie, Librairie Delagrave, Paris, 1925, pages 1050 à 1124.

→ lire en ligne sur Gallica.
→ disponible sur Internet Archive.
- L’Orgue, tapuscrit conservé au  Musée de la Musique de Paris, grand in quarto dactylographié en deux tomes, 1927 ; transfert sur microfilm : (BNF 44912701) :

→ Livre I : Étude historique, XI et p. 530, lire en ligne sur Gallica.
→ Livre II : Partie technique, p. 430, planches et photographies, lire en ligne sur Gallica.

## Sources
- Page biographique sur Charles Mutin
- Musica et Memoria Charles MUTIN, facteur d’orgues (1861-1931), par Loïc Métrope. Photos.
- Orgues Cavaillé-Coll et Mutin en Argentine
- E. Rupp: Zwei neuere Orgelwerke von Cavaillé-Coll succ. (Charles Mutin). In: Zeitschrift für Instrumentenbau. Vol. 22, 1901/1902, p. 697–699